# Shekinna Stricklen
Shekinna Paries Stricklen (ur. 30 lipca 1990 w Conway) – amerykańska koszykarka występująca na pozycjach silnej skrzydłowej.
16 lutego 2020 została zawodniczką Atlanty Dream.

## Osiągnięcia

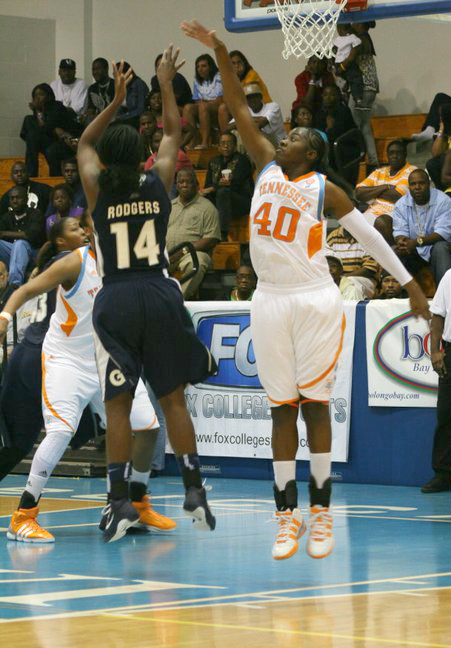
Stricklen próbująca zablokować zawodniczkę uczelni Georgetown Sugar Rodgers podczas turnieju Paradise Jam w 2010.

Stan na 15 czerwca 2023, na podstawie, o ile nie zaznaczono inaczej.

### NCAA
- Uczestniczka rozgrywek:
  - Elite 8 turnieju NCAA (2011, 2012)
  - Sweet 16 turnieju NCAA (2010–2012)
  - turnieju NCAA (2009–2012)
- Mistrzyni:
  - turnieju konferencji Southeastern (SEC – 2010–2012)
  - sezonu regularnego SEC (2010, 2011)
- Zawodniczka roku SEC (2011)
- Najlepsza pierwszoroczna zawodniczka NCAA (2009 według U.S. Basketball Writers Association)
- MVP turnieju SEC (2011)
- Zaliczona do
  - I składu:
    - All-America (2011 przez State Farm, USBWA)
    - SEC (2011, 2012)
    - turnieju:
      - SEC (2010–2012)
      - Dayton NCAA Regional (2011)

    - najlepszych pierwszorocznych zawodniczek SEC (2009)

  - II składu SEC (2009, 2010)
  - III składu All-American (2011 przez Associated Press)
  - składu honorable mention All-American (2010 przez Associated Press)

### WNBA
- Wicemistrzyni WNBA (2019)
- Zwyciężczyni konkursu rzutów za 3 punkty WNBA (2019)[5]

### Drużynowe
- Mistrz Korei Południowej (WKBL – 2016)[6]
- Wicemistrzyni:
  - Turcji (2017)
  - Korei Południowej (2014, 2015)[7][8]

### Indywidualne
(* – nagrody przyznane przez portal asia-basket.com)
- MVP sezonu regularnego WKBL (2016)*[6]
- Najlepsza:
  - zagraniczna zawodniczka WKBL (2016)*[6]
  - skrzydłowa roku WKBL (2016)*[6]
- Zaliczona do*:
  - I składu:
    - ligi południowokoreańskiej WKBL (2014, 2016)[6][7]
    - zawodniczek zagranicznych WKBL (2015, 2016)[6][8]

  - II składu ligi południowokoreańskiej WKBL (2015)[8]
- Uczestniczka meczu gwiazd ligi południowokoreańskiej WKBL (2015, 2016)[6][8]

### Reprezentacja
- Mistrzyni:
  - uniwersjady (2011)
  - Ameryki U–18 (2008)